# ジョー・スミス (トランペット奏者)
ジョー・"フォックス"・スミス（Joe "Fox" Smith、1902年6月28日 – 1937年12月2日）は、アメリカ合衆国のジャズ・トランペット奏者。
スミスは、1902年6月28日にオハイオ州リプリーに生まれた。音楽一家の出であり、父ルーク・スミス・シニア (Luke Smith, Sr.) はバンドリーダーであり、ジョーの兄弟のうち、ジョーのほかにも6人が、トランペット奏者となった。すなわち、ルーク (Luke)、スタンリー (Stanley)、ドゥーニー (Doonie)、チャールズ (Charles)、カーパシア (Carpathia)、ラッセル (Russell) の6人である。このうち3人はプロの音楽家となり、特にラッセルは、フレッチャー・ヘンダーソンの楽団で第1トランペットを務めた。
子どものころは、ずっと「トゥーツ (Toots)」と呼ばれていたスミスは、最初にドラマーを目指したが、エセル・ウォーターズの勧めで、トランペット奏者に転進した。1920年にニューヨークに到着したころには、既に自分のスタイルを確立しており、「ヴォカリーズのように歌うサウンド、ブルースのスピリット、スウィングを備えており、説得力のあるジャズの演奏を創り出していた」という。
1921年、スミスはシカゴのブラック・スワン・ジャズ・マスターズ (Black Swan Jazz Masters) に加わり、当時その指揮者であったフレッチャー・ヘンダーソンに「私のこれまでの楽団にいたトランペットの誰よりソウルフルな（魂のこもった）トランペットだ」と言わせた。スミスは、1920年代を通して活動し、ジャズ・ハウンズ (the Jazz Hounds) やブロードウェイ・シンコペイターズ (the Broadway Syncopators) を経て、最後はマキニーズ・コットン・ピッカーズに参加した。スミスは、ベッシー・スミスの伴奏で、30枚以上のレコード制作に参加して有名になった。その他には、ビリー・ペイジ (Billy Paige)、ノーブル・シスル、ユービー・ブレイク、アリー・ロス (Allie Ross) などとも共演した。
スミスは、 1937年12月2日に、結核の合併症のために、ニューヨーク州セントラル・イズリップの療養所で死去した。